# PalaFuksas
Il PalaFuksas (o Palafuksas), noto anche come Centro Palatino, Centro Commerciale Palatino e precedentemente Mercato Coperto dell'Abbigliamento, è un edificio situato in piazza della Repubblica, nei pressi della Porta Palatina, a Torino (sotto-quartiere Porta Palazzo).

## Storia
La struttura fu pensata con il fine di rimpiazzare l'ex mercato III dell’abbigliamento, edificato nel 1963 e demolito nel 1998, facente parte dei quattro mercati coperti di Torino situati in piazza della Repubblica insieme ai padiglioni II (ittico), V (alimentare) e IV. Nell'ambito del programma di rigenerazione dell'intera area, il Comune indisse un bando pubblico. Risultò selezionato il progetto dell’architetto Massimiliano Fuksas.
La costruzione venne completata nel 2005. Il Comune decise di non spostare il mercato dell'abbigliamento nel nuovo edificio, che dopo aver ospitato per qualche anno alcune esposizioni, restò in disuso per controversia di destinazione d'utilizzo.
Il 25 marzo 2011 la struttura venne inaugurata ufficialmente, come "Centro Palatino" (commerciale).
Nel settembre 2018 fu avviata un'ulteriore riqualificazione dell'edificio (di nuovo in difficoltà) ed il 13 aprile 2019 venne inaugurato il "Mercato Centrale Torino", contenitore di ristoranti, bar ed esercizi commerciali, in maggioranza alimentari.

## Descrizione
L'edificio si caratterizza per la costruzione in vetro e cemento. L'ingresso si trova al livello del suolo, sul lato sud-est, vicino all'incrocio tra Corso Giulio Cesare e Corso Regina Margherita.
Il parcheggio occupa 4 700 metri quadrati su tre livelli e contiene 110 posti.

## Polemica
Nel suo libro "Contro l'architettura" Franco La Cecla sottolinea l'inedeguatezza del progetto rispetto agli obbiettivi commissionati:
"È noto il caso del padiglione progettato da Fuksas a porta Palazzo di Torino. Di fronte alla richiesta dei commercianti che le porte fossero scorrevoli per consentire la fruizione alla folla che frequenta il mercato, l’architetto risponde che nulla deve turbare l’opera d’arte che lui ha concepito: le porte restano chiuse. A coloro che chiedevano di prevedere le tubature del gas per rifornire il ristorante panoramico al secondo piano, risponde che oggi la ristorazione si fa con le piastre elettriche. Risultato: il padiglione diventa inutilizzabile ai fini per cui era stato commissionato dal Comune di Torino."